# ماریسا پاوان
ماریسا پاوان (به ایتالیایی: Marisa Pavan) (زادهٔ ۱۹ ژوئن ۱۹۳۲ – درگذشتهٔ ۶ دسامبر ۲۰۲۳) هنرپیشه اهل ایتالیا بود. از فیلم‌های او می‌توان به افتخار دیگر ارزشی ندارد، جان پل جونز و سلیمان و سبا اشاره کرد.